# Hemiceras nigriplaga
Hemiceras nigriplaga är en fjärilsart som beskrevs av William Schaus 1906. Hemiceras nigriplaga ingår i släktet Hemiceras och familjen tandspinnare. Inga underarter finns listade i Catalogue of Life.